# Denis Roche
Denis Roche (* 21. November 1937 in Paris; † 2. September 2015 ebenda) war ein französischer Schriftsteller und Fotograf.

## Leben und Werk
Denis Roche trat 1962 in das Herausgeberkomitee der avantgardistischen Literaturzeitschrift Tel Quel ein (bis 1973). Von 1964 bis 1970 war er literarischer Direktor des Verlags Tchou, dann im Verlag Seuil Herausgeber der Reihen «Fiction & Cie» und «Les Contemporains». Er schrieb Gedichte (Gesamtausgabe 1995) und einen Roman und übersetzte aus dem Englischen. Berühmt wurde seine Aussage: „Dichtung ist unzulässig. Übrigens gibt es sie gar nicht (La poésie est inadmissible. D’ailleurs elle n’existe pas.)“. Ab 1978 ging er zur künstlerischen Fotografie über, in der er sich spätestens 1982 international einen Namen machte und wofür er 1997 mit dem Fotografiepreis der Stadt Paris ausgezeichnet wurde. Von 1981 bis 1990 gehörte er zu den Herausgebern der Zeitschrift Les Cahiers de la photographie.

## Werke (Auswahl)
- Récits complets. Poèmes. Seuil, Paris 1963.
- Les idées centésimales de Miss Élanize. Poèmes. Seuil, Paris 1964.
- (Übersetzer) Ezra Pound: Les cantos pisans. Éditions de l’Herne, Paris 1965.
- (Übersetzer) Ezra Pound: A B C de la lecture. Éditions de l’Herne, Paris 1966. Gallimard, Paris 1967.
- Eros énergumène. Poème du 29 avril 62. Seuil, Paris 1968.
- Carnac, le mégalithisme, archéologie, typologie, histoire, mythologie. Tchou, Paris 1969.
- (Hrsg.) La Liberté ou la mort, réfléchissez et choisissez, 1789. Citations. Hrsg. Tchou, Paris 1969.
- (Übersetzer mit Claude Portail) Harry Mathews: Conversions. Gallimard, Paris 1970.
- (Hrsg. mit Monique Nathan) Dylan Thomas: Oeuvres. 2 Bde. Seuil, Paris 1970.
- Le Mécrit. Poèmes. Lutte et rature. L’Aréopagite. Seuil, Paris 1972. (Vorwort von Philippe Sollers)
- Louve basse. Ce n’est pas le mot qui fait la guerre, c’est la mort. Roman. Seuil, Paris 1976.
- Dépôts de savoir et de technique. Seuil, Paris 1980.
- Légendes de Denis Roche. Gris banal, Montpellier 1981.
- La Disparition des lucioles. Réflexions sur l’acte photographique. Éditions de l’Étoile, Paris 1982.
- Conversations avec le temps. Le Castor astral, Talence 1985.
- Mehr Licht. Fotografien und Texte. Ausstellungskatalog. Museum Moderner Kunst, Wien, 18. 9. – 16. 11. 1986. Institut Français d’Heidelberg, 1. – 20. 12. 1986. Frankfurter Kunstverein, 20. 1. – 22. 2. 1987 = Un peu plus de lumière. Österreichisches Fotoarchiv, im Museum Moderner Kunst Wien.
- Ellipse et laps. L’oeuvre photographique. Maeght, Paris 1991. (Vorwort von Hubert Damisch)
- La poésie est inadmissible. Oeuvres poétiques complètes. Seuil, Paris 1995.
- Le boîtier de mélancolie. La photographie en 100 photographies. Hazan, Paris 1999. (Prix André-Malraux)
- La photographie est interminable. Entretien avec Gilles Mora.  Seuil, Paris 2007.
- Aller et retour dans la chambre blanche.  Filigranes éditions, Trézélan 2016.
- La montée des circonstances. Delpire, Paris 2018. (Einleitung von Farid Abdelouahab)
- Temps profond. Essais de littérature arrêtée 1977–1984. Seuil, Paris 2019.